# Irene Aloisi
Irene Aloisi (Milano, 20 maggio 1925 – Roma, 1º gennaio 1980) è stata un'attrice italiana.

## Biografia
Debutta nella rivista con il cognome d'arte Alian (nelle compagnie di Macario, Totò, Dapporto), approda poi al teatro di prosa con la compagnia di Ruggero Ruggeri e, a seguire, con Donadio-Giorda, con Peppino De Filippo (La lettera di mammà, 1954), con
Pagnani-Villi-Ferzetti-Foà (Adorabile Giulia, Ma non è una cosa seria, stagione 1956-57), con Cervi-Padovani-Ferzetti (La gatta sul tetto che scotta, 1958), con Ricci-Magni (Il valzer del toreador, 1959-60), con Dorelli-Spaak (Aspettando Jo, 1968-69), con Masiero-Giuffré (Otto mele per Eva, 1970-71), con Aldini-Del Prete (La bugiarda di Diego Fabbri, 1978-79).
Lavora principalmente dividendosi fra teatro, televisione e radio (molti radiodrammi per la Compagnia di prosa della Rai di Torino con la regia di Massimo Scaglione). In televisione partecipa a teleromanzi quali La cittadella, Orgoglio e pregiudizio, I giovedì della signora Giulia, ad alcuni episodi della serie Le inchieste del commissario Maigret (Non si uccidono i poveri diavoli) fino a Rosso veneziano per la regia di Marco Leto negli anni settanta. Nel cinema, dove lavorò saltuariamente, tra i ruoli di maggior rilievo Le ore dell'amore, Totò, Peppino e... la dolce vita e Roulotte e roulette.

## Filmografia

### Cinema
- Peppino e la vecchia signora, regia di Piero Ballerini (1954)
- Le signorine dello 04, regia di Gianni Franciolini (1954)
- La ragazza di Via Veneto, regia di Marino Girolami (1955)
- Le bellissime gambe di Sabrina, regia di Camillo Mastrocinque (1958)
- Roulotte e roulette, regia di Turi Vasile (1959)
- La giornata balorda, regia di Mauro Bolognini (1960)
- Il sicario, regia di Damiano Damiani (1960)
- Gli attendenti, regia di Giorgio Bianchi (1961)
- Totò, Peppino e... la dolce vita, regia di Sergio Corbucci (1961)
- Gli onorevoli, regia di Sergio Corbucci (1963)
- Il comandante, regia di Paolo Heusch (1963)
- Le ore dell'amore, regia di Luciano Salce (1963)
- Amore mio, regia di Raffaello Matarazzo (1964)
- Puro siccome un angelo papà mi fece monaco... di Monza, regia di Giovanni Grimaldi (1969)
- Cerca di capirmi, regia di Mariano Laurenti (1970)
- Le tue mani sul mio corpo, regia di Brunello Rondi (1971)
- La lunga ombra del lupo, regia di Gianni Manera (1971)
- Bruciati da cocente passione, regia di Giorgio Capitani (1976)

### Televisione
- Catene, di Allan Langdon Martin, regia di Anton Giulio Majano, trasmessa il 22 maggio 1955.
- Orgoglio e pregiudizio, sceneggiato diretto da Daniele D'Anza, 1957.
- Giallo club. Invito al poliziesco, episodio Primo premio la morte, regia di Guglielmo Morandi, 24 luglio 1960.
- Souper, di Ferenc Molnár, regia di Vito Molinari, trasmessa il 23 agosto 1960.
- La Pisana, regia di Giacomo Vaccari, prima puntata, 23 ottobre 1960.
- Giallo club. Invito al poliziesco, episodio Omicidio Quiz, regia di Guglielmo Morandi, 5 marzo 1961.
- Il paese delle vacanze, di Ugo Betti, regia di Guglielmo Morandi, 20 agosto 1962.
- Le gioie della famiglia, di Philippe Hériat, regia di Gian Paolo Callegari, 18 gennaio 1963.
- La granduchessa e il cameriere, regia di Flaminio Bollini, trasmessa il 28 gennaio 1963.
- Il testimone, originale televisivo diretto da Guglielmo Morandi, 11 dicembre 1963.
- La cittadella, regia di Anton Giulio Majano, quarta puntata, 1º marzo 1964.
- La data, originale televisivo diretto da Giuliana Berlinguer, 16 gennaio 1965.
- Il guastafeste, originale televisivo diretto da Giuliana Berlinguer, 25 febbraio 1965.
- Bello di papà, di Giuseppe Marotta e Belisario Randone, regia di Mario Ferrero, 21 ottobre 1965.
- Le inchieste del commissario Maigret, regia di Mario Landi, episodio Non si uccidono i poveri diavoli, 20 e 27 febbraio 1966.
- L'affondamento dell'Indianapolis, regia di Marco Leto, 19 marzo 1968.
- Levati dai piedi, amore, regia di Massimo Scaglione, 26 luglio 1968.
- Non te li puoi portare appresso, di George S. Kaufman e Moss Hart, regia di Mario Landi, trasmessa il 7 settembre 1969.
- Il giardino dei ciliegi, di Anton Čechov, regia di Mario Ferrero, 23 settembre 1969.
- Ricordo la mamma, di John Van Druten, regia di Guglielmo Morandi, trasmessa il 23 dicembre 1969.
- Un costruttore, originale televisivo diretto da Toni De Gregorio, 20 marzo 1970.
- I giovedì della signora Giulia, regia di Paolo Nuzzi e  Massimo Scaglione, quinta puntata, 18 aprile 1970.
- Dossier 321, di Pierre Boulle, regia di Guglielmo Morandi, 16 febbraio 1973.
- Eva e la mela, di Gabriel Arout da Anton Čechov, regia di Daniele D'Anza, trasmesso il 3 agosto 1973.
- La visita della vecchia signora, di Friedrich Dürrenmatt, regia di Mario Landi, 30 novembre 1973.
- Reperto numero sei, di Jack Roffey, regia di Guglielmo Morandi, 8 marzo 1974.
- Il commissario De Vincenzi, episodio L'albergo delle tre rose, regia di Mario Ferrero, 31 marzo 1974.
- Il figlio di Gribuja, regia di Massimo Scaglione, ripresa televisiva dal Teatro Carignano di Torino, 12 settembre 1974.
- L'onore di Hermann Sudermann, regia di Roberto Guicciardini, trasmessa il 17 gennaio 1975.
- Albert Einstein. Ritratto di scienziato, regia di Massimo Scaglione, prima puntata, 4 aprile 1975
- Rosso veneziano, regia di Marco Leto, 5 puntate dal 14 febbraio al 15 marzo 1976.
- Il rigorista, regia di Luigi Perelli, 11 marzo 1976.
- Capitan Veleno, regia di Enzo Tarquini, 25 novembre 1977.
- La bella addormentata nel frigo, dai racconti fantastici di Primo Levi, regia di Massimo Scaglione, trasmesso il 13 gennaio 1978.
- Antoine e Julie, regia di Mario Landi, 20 settembre 1979.

## Teatro
- Moulin Rouge, di Erminio Macario e Mario Amendola, Milano, Teatro Lirico, 13 ottobre 1945.
- Allegro, di Marcello Marchesi, 1948
- Caldo e freddo, di Fernand Crommelynck, regia di Lucio Chiavarelli, Teatro Valle di Roma, 3 novembre 1949.
- Giustizia, di Ladislao Fodor, Teatro Odeon di Milano, 31 luglio 1950
- Liberaci dal male, di Guglielmo Giannini, Teatro Odeon di Milano, 7 agosto 1950
- L'uomo della luce, di Ezio D'Errico, Teatro Olimpia di Milano, 11 settembre 1950
- La tavola rotonda, di Alberto Vario, 1951
- Invito al castello, di Jean Anouilh, regia di Lucio Chiavarelli, Teatro Manzoni di Milano, 18 settembre 1951.
- Sogno di un Walter, di Silva e Terzoli, Teatro Sistina di Roma, 12 marzo 1952.
- La lettera di mammà, testo e regia di Peppino De Filippo, Teatro delle Arti di Roma, 15 dicembre 1954.
- Processo a Gesù, di Diego Fabbri, regia di Orazio Costa, Teatro Olimpia di Milano, 7 dicembre 1955.
- Adorabile Giulia, di Marc-Gilbert Sauvajon, regia di Daniele D'Anza, Teatro Eliseo di Roma, 20 dicembre 1956.
- Ma non è una cosa seria, di Luigi Pirandello, regia di Luigi Squarzina, Teatro Eliseo di Roma, 19 gennaio 1957.
- Signori buonasera, testo e regia di Arnoldo Foà, Teatro Odeon di Milano, 18 marzo 1957.
- Le donne al parlamento, di Aristofane, regia di Luigi Squarzina, Teatro Romano di Benevento, 26 giugno 1957.
- Patata, di Marcel Achard, regia di Gino Cervi, Teatro Nuovo di Milano, 11 dicembre 1957.
- La gatta sul tetto che scotta, di Tennessee Williams, regia di Raymond Rouleau, Teatro Manzoni di Milano, 18 gennaio 1958.
- Serata di gala, di Federico Zardi, regia di Luigi Squarzina, Teatro Eliseo di Roma, 24 marzo 1958.
- La pappa reale, di Félicien Marceau, regia di Luciano Salce, Teatro Manzoni di Milano, 5 dicembre 1958
- Veronica e gli ospiti, di Giuseppe Marotta e Belisario Randone, regia di Luciano Salce, Teatro Quirino di Roma, 22 aprile 1959.
- Il valzer del toreador, di Jean Anouilh, regia di Sandro Bolchi, Politeama Genovese, 25 dicembre 1959.
- La morte civile, di Paolo Giacometti, regia di Renzo Ricci, Teatro Nuovo di Milano, 18 marzo 1960
- Alibi al cianuro, di Guglielmo Giannini, regia di Franca Dominici, Teatro delle Muse di Roma, 18 febbraio 1961.
- Il giardino dei ciliegi, di Anton Čechov, regia di Mario Ferrero, Teatro Eliseo di Roma, 3 novembre 1961.
- Quaderno proibito, di Alba de Céspedes, regia di Mario Ferrero, Teatro Eliseo di Roma, 16 dicembre 1961.
- I Masteroidi, di Marcel Aymé, regia di Arnoldo Foà, Teatro Quirino di Roma, 21 dicembre 1962.
- Notti a Milano, di Carlo Terron, regia di Arnoldo Foà, Teatro Odeon di Milano, 19 febbraio 1963.
- Il male del gelato, di Mario Landi, regia di Mario Maranzana, Roma, Teatro delle Muse, 6 febbraio 1964.
- Delitti per un'ombra, di Frédéric Valmain, regia di Lucio Chiavarelli, Ridotto del Teatro Eliseo, 20 aprile 1964.
- Processo a porte chiuse, di Elisa Pezzari, regia di Carlo Nistri, Ridotto del Teatro Eliseo, 2 maggio 1964
- I Menecmi, di Plauto, regia di Giulio Platone, Roma, Stadio Domiziano al Palatino, 18 luglio 1964.
- La veggente, di André Roussin, regia di Carlo Di Stefano, Teatro del Convegno di Milano, 28 dicembre 1965.
- La notte dei cristalli, di Berto Perotti, regia di Gualtiero Rizzi, Teatro Gobetti di Torino, 11 giugno 1966.
- Elettra, di Euripide, regia di Davide Montemurri, Teatro Greco di Siracusa, 29 maggio 1968.
- Aspettando Jo, di Alec Coppel e Claude Magnier, regia di Silverio Blasi, Teatro Nuovo di Milano, 29 ottobre 1968.
- Otto mele per Eva, di Gabriel Arout, regia di Daniele D'Anza, Bari, ottobre 1970
- Lascio alle mie donne, di Diego Fabbri, regia di Daniele D'Anza, Teatro Quirino di Roma, 4 gennaio 1972.
- Medea, di Euripide, regia di Franco Enriquez, Teatro Greco di Siracusa, 1 giugno 1972.
- La bugiarda, di Diego Fabbri, regia di Giancarlo Cobelli, Teatro Quirino di Roma, 14 novembre 1978.

## Radio
- Le convenienze teatrali, di Antonio Simon Sografi, regia di Pietro Masserano Taricco, trasmessa il 16 marzo 1955.
- La famiglia Barrett, di Rudolf Besier, regia di Pietro Masserano Taricco, 27 giugno 1955.
- San Juan, di Max Aub, regia di Pietro Masserano Taricco, 22 giugno 1965.
- Il caporale di settimana, di Paulo Fambri, regia di Flaminio Bollini, 27 luglio 1965.
- La Sévigné «aux Rochers», di Marcel Schneider, regia di Marco Lami, 19 dicembre 1965.
- Collegio femminile, di Charlotte Brontë, regia di Ernesto Cortese, 5 puntate dal 17 al 31 gennaio 1966.
- La collana, di Guy de Maupassant, regia di Ernesto Cortese, 21 gennaio 1966.
- Il mondo dietro l'angolo, di Peter Bryant, regia di Marco Visconti, 30 aprile 1966.
- Glauco, di Ercole Luigi Morselli, regia di Pietro Masserano Taricco, 22 maggio 1966.
- L'espiazione, di Hermann Broch, regia di Silverio Blasi, 10 ottobre 1966.
- L'ultimo romanzo, di Sabatino Lopez, regia di Massimo Scaglione, 4 novembre 1966.
- Franta, di Jan Rys, regia di Ernesto Cortese, 11 aprile 1967.
- Pensione Scilla, di Giuseppe Cassieri, regia di Gian Domenico Giagni, 25 aprile 1967.
- Un'eredità e la sua storia, di Julien Mitchell, regia di Giorgio Bandini, 10 luglio 1967.
- Photo-finish, di Peter Ustinov, regia di Raffaele Meloni, 24 luglio 1967.
- I provinciali, di August von Kotzebue, regia di Carlo Di Stefano, 4 ottobre 1967.
- Consuelo, di George Sand, regia di Marco Visconti, 15 puntate dal 9 al 27 ottobre 1967.
- Amalasunta, di Lao Pavoni, regia di Giorgio Bandini, 30 ottobre 1967.
- Sherlock Holmes ritorna, regia di Guglielmo Morandi, 1967.
- Lunga notte di Medea, di Corrado Alvaro, regia di Giacomo Colli, 12 novembre 1967.
- Madamin, di Gian Domenico Giagni e Virgilio Sabel, regia di Gian Domenico Giagni, 20 puntate dal 20 novembre al 15 dicembre 1967.
- Tutto un amore, di Gian Francesco Luzi, regia di Ernesto Cortese, 5 dicembre 1967.
- Una falsa pista, di Anton Čechov, regia di Ernesto Cortese, 10 giugno 1968.
- La provinciale, di Alberto Arbasino, regia di Marco Lami, 17 settembre 1968.
- Senza fatto, di Simona Mastrocinque, regia di Giorgio Bandini, 20 ottobre 1968.
- Le due sorelle, di Guy de Maupassant, regia di Ernesto Cortese, 17 dicembre 1968.
- Le porte chiuse, di José Fernando Dicenta, regia di Giorgio Bandini, 24 maggio 1969.
- L'intervista, di J. P. Donleavy, regia di Massimo Scaglione, 8 novembre 1969.
- La sfrontata, di Carlo Bertolazzi, regia di Filippo Crivelli, 18 marzo 1970.
- L'illusione, di Federico De Roberto, regia di Carlo Di Stefano, 6 puntate dal 9 maggio al 13 giugno 1970.
- La figlia della portinaia, di Carolina Invernizio, regia di Vilda Ciurlo, 12 puntate dal 21 ottobre al 6 novembre 1970.
- Fermate il tempo, per favore, di Tom Stoppard, regia di Massimo Scaglione, 21 aprile 1971.
- Poi... ci sarà anche Oreste, di Pino Puggioni, regia di Massimo Scaglione, 6 dicembre 1972.
- La ragazza di Tarquinia, testo e regia di Marcello Sartarelli, 28 marzo 1973.
- Cosma perduto, di Mario Bagnara, regia di Massimo Scaglione, 4 maggio 1974.
- Mogli e figlie, di Elizabeth Gaskell, regia di Carlo Di Stefano, 15 puntate dal 10 al 28 giugno 1974.
- Capitan Fracassa, di Théophile Gautier, regia di Guglielmo Morandi, 15 puntate dal 22 luglio al 9 agosto 1974.
- Dialogo della contestazione, di Carlo Monterosso, regia di Carlo Quartucci, 11 ottobre 1974.
- Incontro nell'isola, di Françoise Xenakis, regia di Marco Parodi, 29 ottobre 1974.
- O scena oscena!, di Lamberto Pignotti, regia di Tonino Del Colle, 8 agosto 1975.
- Il caso Simone Mercier, di Eva Franchi, regia di Massimo Scaglione, 17 marzo 1976.
- Il più forte, di Giuseppe Giacosa, regia di Ernesto Cortese, 2 luglio 1977.